# Sphagoeme sahlbergi
Sphagoeme sahlbergi är en skalbaggsart som beskrevs av Aurivillius 1893. Sphagoeme sahlbergi ingår i släktet Sphagoeme och familjen långhorningar. Inga underarter finns listade i Catalogue of Life.